# 伊克唐阿 (愛新覺羅氏)
宗室伊克唐阿（转写：Uksun Iktangga，1801年10月17日—1832年2月11日，嘉慶六年九月初十日申時－道光十二年正月初十日辰時），字堯農。清朝遠支宗室正紅旗第五族奕字輩，清朝政治人物。

## 生平
道光元年（1821年）中式辛巳恩科宗室鄉試舉人。
道光六年（1826年）中式丙戌科第三甲第一百三十名同進士出身。授額外主事分發宗人府。
十二年（1832年）正月初十日，卒，年三十三歲。

## 家庭及關聯
- 七世祖：禮烈親王代善（1583年－1648年），清太祖高皇帝第二子，封和碩禮親王，諡烈，配饗太廟。
- 六世祖：巽簡親王滿達海（1622年－1652年），代善第七子，襲封和碩親王，號和碩巽親王，授征西大將軍，管理吏部事務，諡簡；因依附多爾袞遭奪爵諡，乾隆四十三年追復。
- 五世祖：懷愍貝勒常阿岱（1643年－1665年），滿達海第一子，襲封和碩巽親王，因父依附多爾袞遭降封多羅貝勒，諡懷愍。
- 高祖父：宗室希常（1664年－1741年），常阿岱第五子，封奉恩將軍，官二等侍衛，因事革職革爵。
- 承繼曾祖父：宗室明安（1724年－1770年），希常第十子，閑散。
- 本生曾祖父：宗室國岱（1714年－1775年），希常第九子，官三等侍衛。
- 祖父：宗室博通額（1739年－1780年），國岱第三子，乾隆四十五年過繼予明安，閑散。
- 父：宗室雙善（1777年－1806年），博通額第四子，嘉慶十年繙譯舉人，閑散。
- 母：胡雅拉氏，雙善正室，福興阿之女。
- 伊克唐阿為雙善獨子。

### 妻妾
- 正室：那拉氏，那斌之女。
- 無側室。

### 子女
有一承繼子。
- 英眞（1831年－1832年），伊克唐阿族兄伊克彰阿正室烏拉罕氏出，道光十二年過繼，早卒，無嗣。